# Yevgueni Tarelkin
Yevgueni Ígorevich Tarelkin (en ruso: Евгений Игоревич Тарелкин; nacido el 29 de diciembre de 1974) es un cosmonauta de Rusia. Fue seleccionado como parte del grupo TsPK-13 en 2003.

## Educación
Tarelkin se graduó de la Escuela de la Fuerza Aérea Yeysk en 1996 y de la Academia de la Fuerza Aérea Gagarín en 1998 antes de subir a la categoría de Capitán en la Fuerza Aérea de Rusia.

## Carrera Cosmonauta

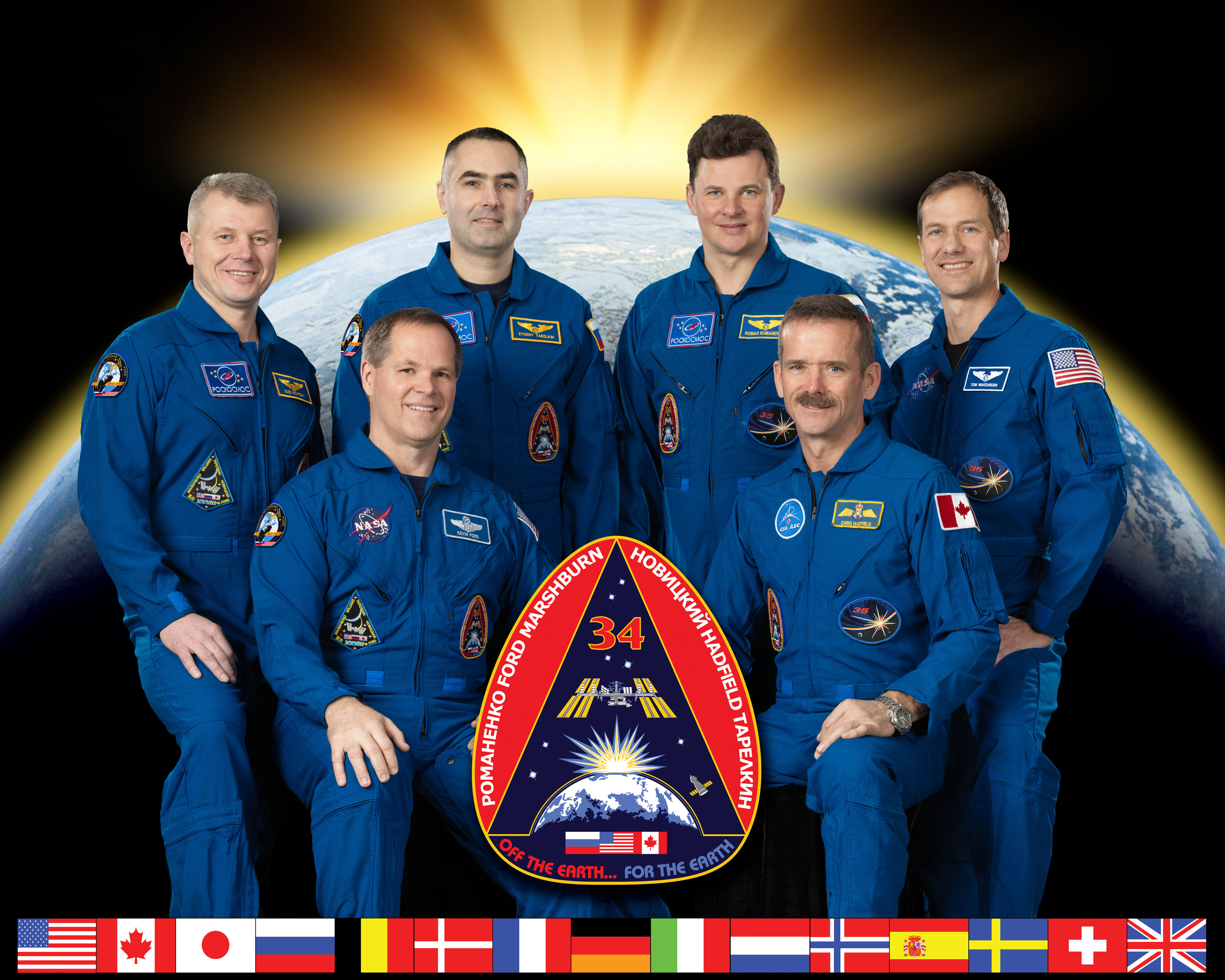
Tripulación de la Expedición 34. Detrás (de izquierda a derecha) los astronautas rusos Oleg Novitskiy, Evgeny Tarelkin y Roman Romanenko; y el de la NASA Tom Marshburn. Al frente el astronauta de la NASA Kevin Ford (izda.), comandante y Chris Hadfield, de la Agencia Espacial Canadiense, ingeniero de vuelo.

Sirvió en la Fuerza Aérea hasta su selección como cosmonauta en el marco del grupo de la selección TsPK-13 en 2003, completando la formación básica en 2005. Tarelkin hizo su primer vuelo al espacio en octubre de 2012 como miembro de la  tripulación de la Soyuz TMA-06M, durante la cual pasó seis meses a bordo de la Estación Espacial Internacional como parte de las tripulaciones Expedición 33 / 34 y regresó el 16 de marzo de 2013.